# Kampóshárfa

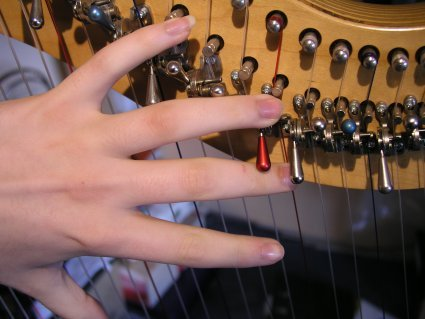
Egy modern kampóshárfa mechanikája

A kampóshárfa egy megoldás a diatonikus hárfa kromatikussá tételére.
A kampóshárfán a húrok diszpozíciója diatonikus marad, de bizonyos húrok mellett a nyak fájába kampó illeszkedik, amelynek elforgatásával a húr hossza megrövidül, és hangja félhanggal emelkedik. Ennek ára, hogy a működtetéshez el kell venni az egyik kezet a húrról.
Ezeken a hangszereken a C-dúr mellett általában G-, illetve D-dúrban lehet játszani.